# Забелизна
Забели́зна — деревня в Дубровском районе Брянской области, в составе Пеклинского сельского поселения. Расположена на автодороге А141, в 1 км к юго-востоку от деревни Пеклино, на правом берегу реки Белизны. Население — 134 человека (2010).
Застроена в 1920-х гг.; первоначально считалась частью деревни Пеклино, позднее выделена в самостоятельный населённый пункт. Входила в Пеклинский сельсовет, в 1954—1959 временно в Рябчинском, в 1959—1971 в Салынском сельсовете.
| Годы      | 1979 | 1989 | 2002 | 2010 |
| --------- | ---- | ---- | ---- | ---- |
| Население | 207  | 182  | 138  | 134  |